# Нутромер

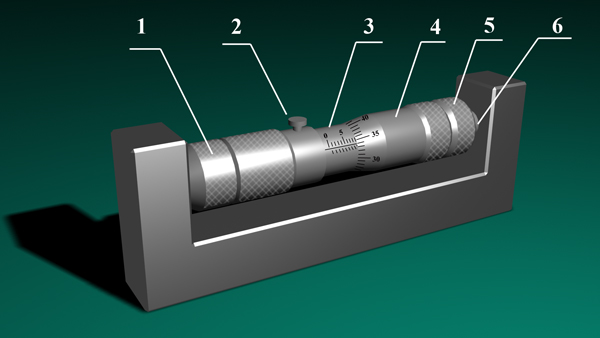
Микрометрическая головка состоит из микрометрического винта 6, расположенного внутри барабана 4, колпачка 5, стебля 3, стопорного устройства 2 и сменного наконечника 1

Нутроме́р (шти́хмас) (от нем. Stichmaß) — измерительный прибор для измерения размеров пазов, отверстий и внутренних поверхностей изделий методами абсолютного или относительного измерения. При определении диаметра принцип работы прибора сходен с радиусометром, но позволяет производить замеры в труднодоступных местах.
Существующие типы нутромеров подразделяются по конструктивным особенностям, по типу контакта, отсчётной шкале и т. д. Чаще всего данные приборы подразделяются по методу измерений — абсолютному или относительному. Для абсолютных измерений применяются микрометрические типы, для относительных — индикаторные.

## История
Первые нутромеры появились в Германии в XVI—XVII веках и представляли собой модифицированный циркуль с изогнутыми ножками под 180 градусов, что позволяло измерять внутренние диаметры отверстий. Эти устройства были относительно простыми и не обеспечивали высокой точности.
С изобретением паровых двигателей в XVIII веке возникла необходимость в более точных измерениях внутренних диаметров. Требовалась точность до 0,1 мм.
В 1848 году французский инженер Жан-Луи Пальмер запатентовал микрометрический винт, который позже стал основой для микрометрических нутромеров.
В XX веке нутромеры стали более специализированными: появились микрометрические нутромеры с диапазоном измерений от 50 до 4000 мм и точностью до 0,001 мм; индикаторные нутромеры с часовым механизмом, позволяющие фиксировать отклонения от эталонного размера.
В XXI веке появились в основном электронные нутромеры с цифровым дисплеем и дополнительными функциями.

## Типы нутрометров

### Микрометрический нутрометр
Данный тип приборов представляет собой микрометрический винт с жестко закрепленным барабаном и стеблем с измерительным наконечником. Его конструкция сходна с микрометром, пределы измерений прибора могут составлять от 50 до 4000 мм. Для проведения измерений необходимо:
- установить прибор строго перпендикулярно относительно оси отверстия детали;
- один конец плотно установить на край отверстия;
- передвигать второй конец в диаметральной плоскости с регулировкой микрометрическим винтом для установления точного значения.

Точность измерений нутромером такая же, как и микрометром — 0,01, 0,005 и 0,001 мм. Съём показаний осуществляется путем отсчета делений по измерительной шкале и сложения результата с длинами стебля и концевых мер. Нутромеры оснащаются установочной мерой для проверки и регулировки на рабочем месте точности настройки. Хранить их необходимо в футлярах для защиты от забоин и загрязнений.
С помощью сменных наконечников (удлинителей) увеличивают предел измерений. Считывают размеры при пользовании этим прибором так же, как и при измерениях микрометром.

### Индикаторный нутрометр
Данный тип измерительного прибора состоит из двух элементов — самой измерительной части и индикаторной головки с часовым циферблатом (наиболее частый вариант). С его помощью можно определять диаметры от 6 и более мм. при погрешности 0,15-0,025 мм. Цена деления прибора составляет 0,01 мм.  
Индикатор нутромера оснащен двумя шкалами:
Малая — указывает количество полных оборотов второй шкалы.
Большая — размер в пределах 1 мм при цене деления 0,01 мм.
Соответственно, по количеству делений малой шкалы определяется количество миллиметров, а по большой определяется доли миллиметра с шагом до 0,01. Движение стержня составляет 10 мм, но может быть увеличено благодаря использованию набора стержней. 
Замер осуществляется путём подбора стержней требуемой длины. Измерительный прибор размещается в отверстии строго перпендикулярно его оси и при легких покачиваниях определяют отклонение размера в большую или меньшую сторону по наклону стрелки. Если стрелка колеблется влево, то диаметр изделия больше заданного при настройке прибора, если вправо — меньше. Далее, от набранного мерами значения отнимается (при наклоне влево) или прибавляется (вправо) отклонение стрелки.